# 山口直毅
山口 直毅（やまぐち なおき、天保元年9月25日（1830年11月10日） - 明治28年（1895年）12月10日）は、幕末の旗本、明治時代の官吏、漢詩人。槍奉行林内蔵頭元賓（帰山）の子として江戸に生まれた。母は武川讃岐守恒前の娘。山口勘兵衛直養（なおかい、家禄2500石）の養子。通称は五郎次郎、別名は直亮。官途は従五位下信濃守、駿河守。号は泉処、夬堂。

## 来歴
昌平黌出身。学問吟味及第。安政3年（1856年）12月甲府の徽典館の学頭となる。翌年山口直養の養子となる。安政5年（1858年）学問所教授方となる。万延元年（1860年）12月目付となる。文久2年（1862年）閏8月目付となり、9月徳川慶喜の上洛に従う。文久3年（1863年）講武所奉行並騎兵奉行兼帯。慶応元年（1865年）11月に江戸南町奉行兼外国奉行となり、慶応2年8月に歩兵奉行となる。慶応3年（1867年）6月、外国奉行兼陸軍奉行となる。慶応4年（1868年）1月鳥羽・伏見の戦いでは将軍慶喜に付き従い開陽丸で江戸に帰還した。1月23日若年寄格外国事務総裁となるが、4月14日幕府瓦解で免職となる。維新後は新政府の神祇局に勤務した。同じ幕臣だった向山黄村を盟主とする詩会「晩翠吟社」にて漢詩の詩作に勤しむ。明治28年に66歳で没した。著書に日記『山口直毅日簿』、詩集『江戸年中行事詩』がある。墓所は東京都文京区の蓮光寺。